# 子国 (楚国)
子国（？—？），羋姓，名寧，字子国，即公孫寧，春秋末期楚国的令尹，令尹子西之子，楚平王之孫，公孙朝的兄弟。
前479年，父亲子西被白公胜所杀。白公胜之乱平定后，沈诸梁把令尹让给了公孙宁。
前478年，楚惠王占卜子良能否作令尹，沈尹朱说，吉利，超过了他的期望。叶公沈诸梁认为王子不适宜当令尹，于是令尹由公孙宁就任。
前477年，巴国进犯楚国，三月，公孙宁率师大败巴国，公孙宁被封在析。